# Unku

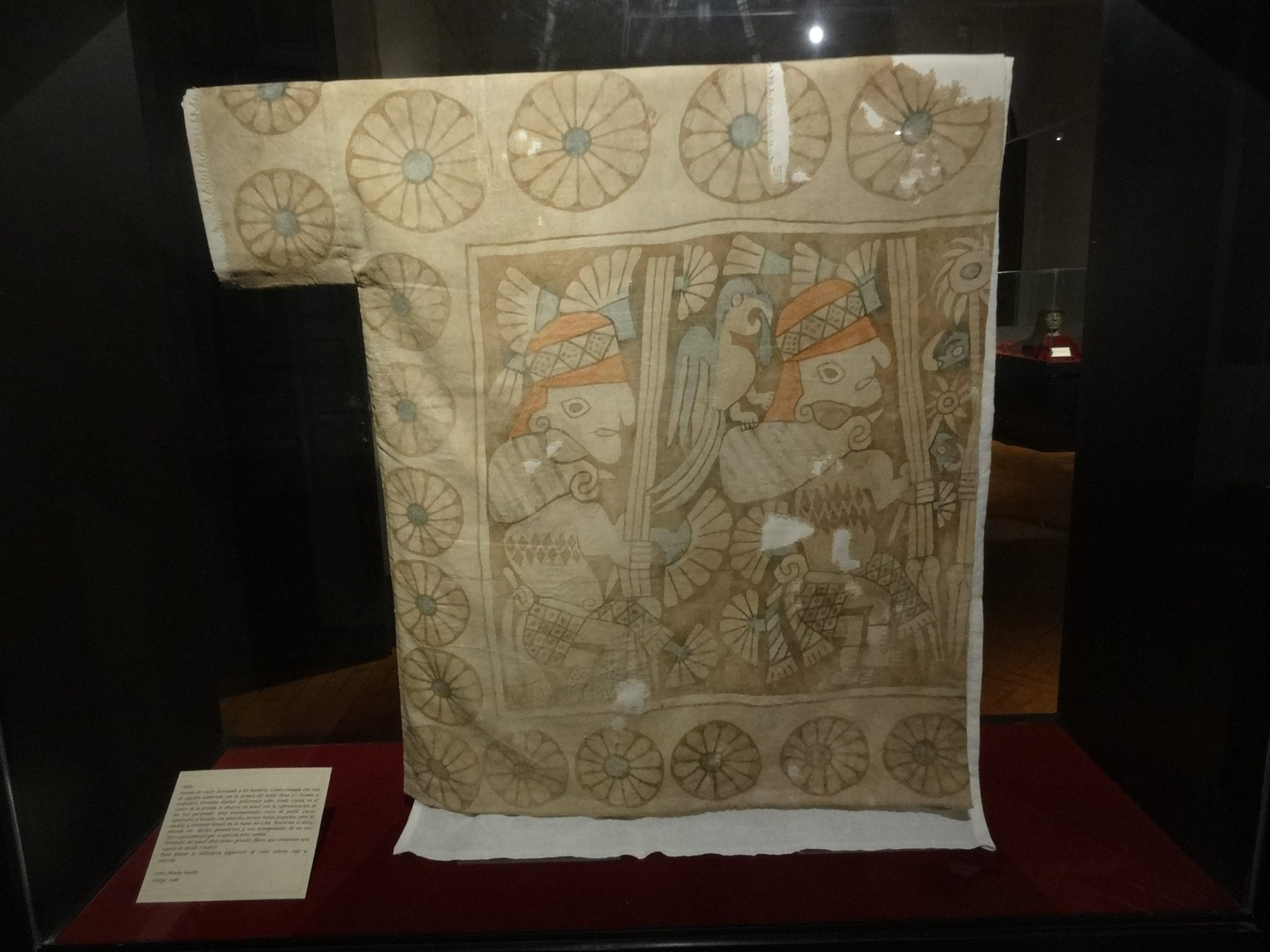
Unku

Een unku is een kledingstuk van de Inca's dat door mannen werd gedragen. Het werd op het bovenlichaam gedragen en reikte tot aan de knie. De koninklijke familie droeg een unku in combinatie met een manteldoek, de yacolla. Vrouwen droegen een gewaad dat een anaku wordt genoemd.

## Structuur
Een unku is vergelijkbaar met een lange tunica en is 84 à 100 cm lang en 72 à 79 cm breed. De lengte in de hooglanden en de kustgebieden was echter verschillend: in de hooglanden waren unku's mouwloos en langer. Het ontwerp en de patronen waren afhankelijk van iemands stand, de cultuur en de gelegenheid waarbij het gewaad werd gedragen. Zo droeg de koning een indrukwekkende, rijkversierde unku. Koninklijke gewaden waren versierd met geometrische vormen met daaromheen vierkanten of rechthoeken.
Elk kledingstuk werd afzonderlijk geweven.

## Materiaal
Een gewone unku werd gemaakt van katoen verweven met verschillende vezels van kameelachtigen, zoals de lama of alpaca. Voor koninklijk gebruik werd echter een heel fijne stof gebruikt.